# Ніколаєвка (Лямбірський район)
Нікола́євка (рос. Николаевка, ерз. Николаевка) — присілок у складі Лямбірського району Мордовії, Росія. Входить до складу Первомайського сільського поселення.
В радянські часи існувало окремо 2 населених пункти — Ніколаєвка та Зелений Дол.

## Населення
Населення — 336 осіб (2010; 363 у 2002).
Національний склад (станом на 2002 рік):
- росіяни — 83 %